# Pnoepyga
Pnoepygidae
Famille
Genre
Pnoepyga est un genre de passereaux de la famille des Pnoepygidae dont il est le seul genre.

## Systématique
Le genre a longtemps été placé dans la famille des Timaliidae. Une étude ADN de cette famille a montré qu'il n'existait aucun élément y soutenant son placement. Le genre est donc depuis placé dans sa propre famille (Gelang et al., 2009).
La famille des Pnoepygidae a été créée en 2009 par Magnus Gelang (d), Alice Cibois (d), Éric Pasquet (d), Urban Olsson (d), Per Alström (d) et Per G. P. Ericson (d).
Le genre Pnoepyga a été créé en 1844 par Brian Houghton Hodgson.

## Liste des espèces
Selon la classification de référence du Congrès ornithologique international (version 11.1, 2021) :
- Pnoepyga albiventer (Hodgson, 1837)
  - sous-espèce Pnoepyga albiventer pallidior Kinnear, 1924
  - sous-espèce Pnoepyga albiventer albiventer (Hodgson, 1837)
  - sous-espèce Pnoepyga albiventer mutica Thayer & Bangs, 1912
- Pnoepyga formosana Ingram, C, 1909
- Pnoepyga immaculata Martens, J & Eck, 1991
- Pnoepyga pusilla Hodgson, 1845
  - sous-espèce Pnoepyga pusilla pusilla Hodgson, 1845
  - sous-espèce Pnoepyga pusilla annamensis Robinson & Kloss, 1919
  - sous-espèce Pnoepyga pusilla harterti Robinson & Kloss, 1918
  - sous-espèce Pnoepyga pusilla lepida Salvadori, 1879
  - sous-espèce Pnoepyga pusilla rufa Sharpe, 1882
  - sous-espèce Pnoepyga pusilla everetti Rothschild, 1897
  - sous-espèce Pnoepyga pusilla timorensis Mayr, 1944

Ces espèces n'ont pas de noms normalisés depuis leur déplacement dans la famille des Pnoepygidae.

## Publications originales
- Famille des Pnoepygidae :
  - (en) Magnus Gelang, Alice Cibois, Eric Pasquet, Urban Olsson, Per Alström et Per G. P. Ericson, « Phylogeny of babblers (Aves, Passeriformes): major lineages, family limits and classification », Zoologica Scripta, Wiley-Blackwell, vol. 38, no 3,‎ mai 2009, p. 225-236 (ISSN 0300-3256 et 1463-6409, DOI 10.1111/J.1463-6409.2008.00374.X, lire en ligne).
- Genre Pnoepyga :
  - (en) B. H. Hodgson, « Catalogue of Nipalese Birds, collected between 1824 and 1844 », The zoological miscellany : to be continued occasionally, Londres, Inconnu, no 3,‎ 29 juin 1844, p. 81-86 (OCLC 2319292, lire en ligne).